# Câmpie

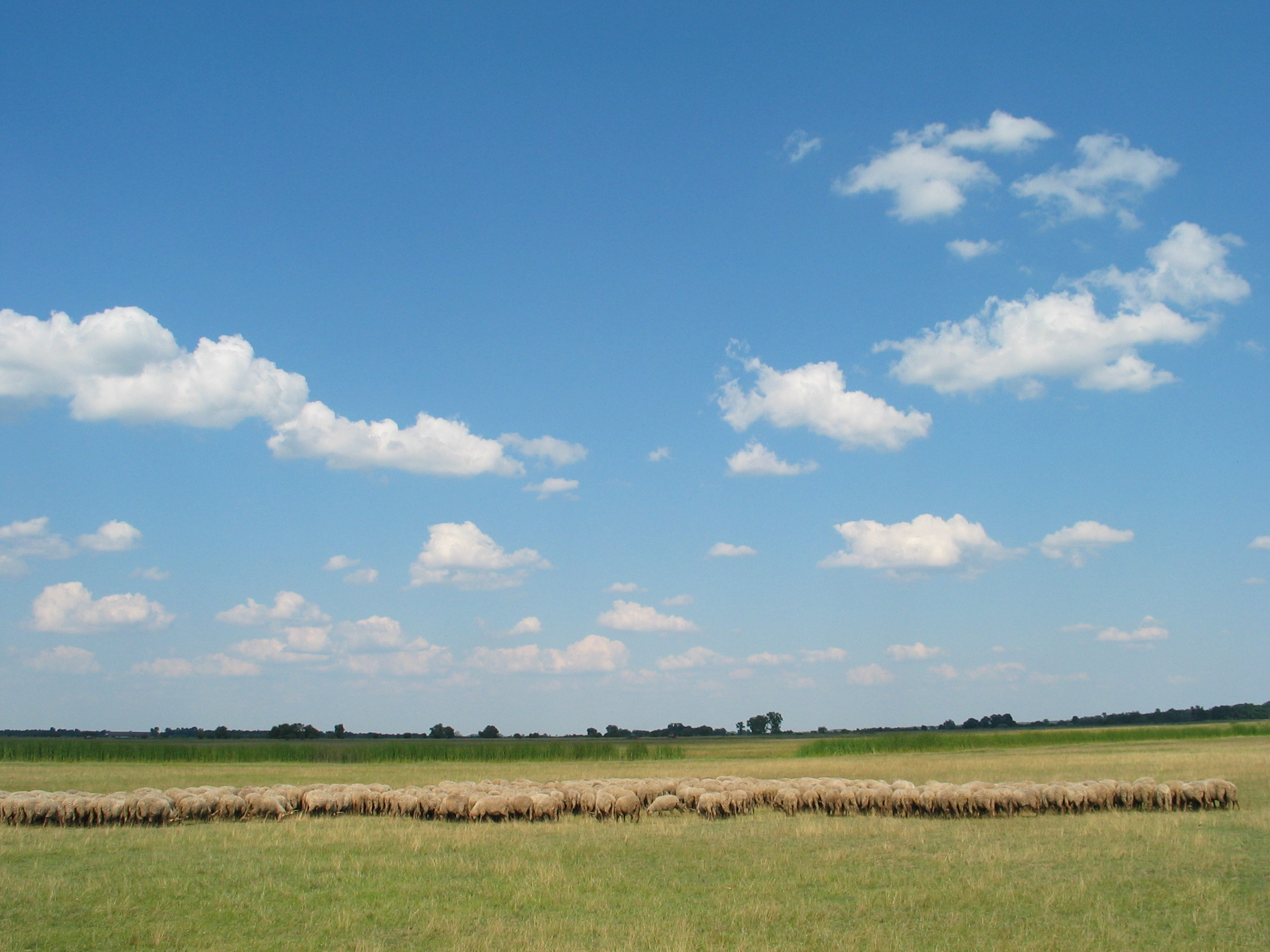
Marea Câmpie din Ungaria

Câmpia este o formă de relief majoră caracterizată prin altitudini joase (până în 300 m), interfluvii netede sau ușor ondulate (câmpuri) și văi slab adâncite și este în principal lipsită de copaci. Câmpiile sunt prezente pe toate continentele și acoperă mai mult de o treime din suprafața de uscat a Pământului. Câmpiile din multe zone sunt importante pentru agricultură. Există diferite tipuri de câmpii și biomuri corespondente. Cea mai vastă câmpie din lume este Câmpia Amazonului.
Într-o vale, o câmpie este închisă pe două laturi, dar în alte cazuri o câmpie poate fi delimitată de total sau parțial de dealuri, de munți sau de stânci. Acolo unde o regiune geologică conține mai mult de o câmpie, acestea pot fi conectate printr-o trecătoare. Câmpiile de coastă se întind în cea mai mare parte de la nivelul mării până când se întâlnesc cu caracteristici ridicate, cum ar fi munți sau platouri.
Câmpiile au origini diferite:
- câmpii de acumulare: (piemontane, lacustre, deltaice, glaciare cetc.);
- câmpii de eroziune (rezultate prin erodarea completă a unor munți sau dealuri; poartă numele de peneplenă sau pediplenă);
- câmpii de desecare.

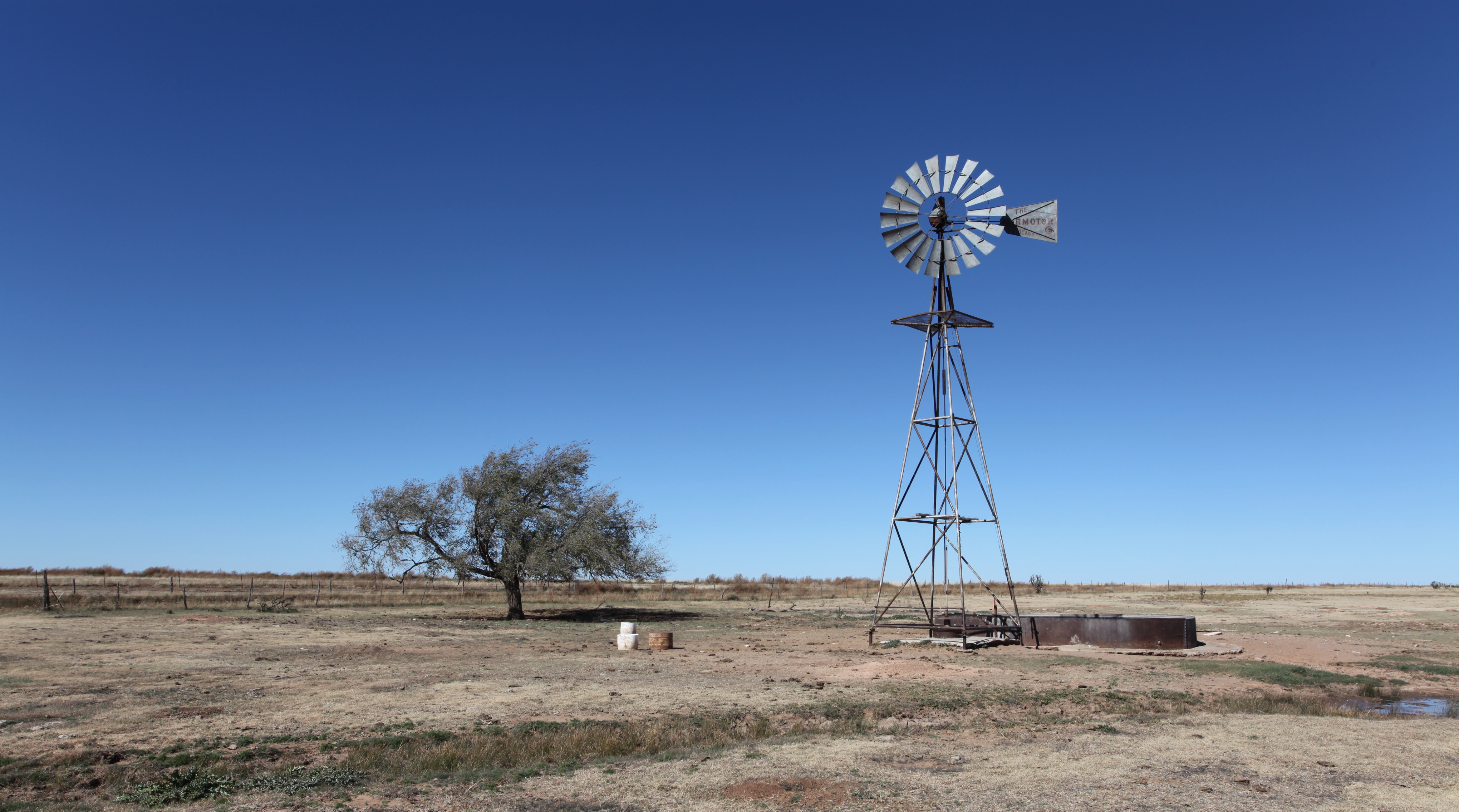
Comitatul Curry, din estul New Mexico, pe Marile Câmpii Nord-Americane

Biomii de pe câmpie includ pășuni (temperate sau subtropicale), stepe (semi-aride), savane (tropicale) sau tundre (polare). În câteva cazuri, deșerturile și pădurile tropicale pot fi, de asemenea, considerate câmpii.
Câmpiile din multe zone sunt importante pentru agricultură, deoarece acolo unde solurile au fost formate prin depuneri de sedimente, acestea pot fi adânci și fertile, iar aspectul plat facilitează mecanizarea producției vegetale; sau susțin pajiști care asigură pășunat bun pentru animale.
Câmpiile favorizează vegetația de pădure.

## Formare
Câmpiile sunt formate de obicei din roci sedimentare.
Au apărut prin erodarea îndelungată a unor munți sau podișuri vechi sau prin acumularea de sedimente aduse de râuri la poalele dealurilor sau într-un lac. Unele câmpii se pot forma prin retragerea apelor mării, asemenea depresiunilor.

## Câmpiile în România
În România există două mari câmpii: Câmpia de Vest - situată în vestul României și Câmpia Română, cea mai mare câmpie din România, situată în sudul și sud-estul României.